# Nothing Phone 1
Nothing Phone 1 — Android-смартфон, разработанный компанией Nothing Technology Ltd. Анонс смартфона состоялся 23 марта 2022 года. Поступил в продажу 19 июля 2022 года.

## История
Компания Nothing была основана в 2020 году бывшим соучредителем OnePlus Карлом Пеем. Цель новой компании состояла в том, чтобы «устранить барьеры между людьми и технологиями, чтобы создать ясное цифровое будущее».
После того, как Nothing выпустила свой первый продукт - беспроводные наушники «Nothing Ear (1)», компания объявила о партнёрстве с Qualcomm, что позволило им использовать чипы Qualcomm в своих будущих устройствах.

## Спецификации

LED-подсветка на задней панели смартфона

Nothing Phone 1 имеет прозрачный дизайн, как и наушники Nothing Ear (1). Смартфон состоит из 400 компонентов. У него плоские грани, похожие на грани у iPhone 12. Смартфон имеет класс защиты от брызг, воды и пыли IP53.
Отличительной особенностью Nothing Phone 1 от остальных смартфонов является наличие прозрачной задней крышки с LED-подсветкой. Конструкция включает в себя 900 маленьких светодиодов на задней панели, которые используют интерфейс Glyph, чтобы задние светодиоды загорались синхронно со звуками смартфона. Светодиоды также загораются, показывая состояние зарядки смартфона.
Корпус смартфона состоит из алюминиевого сплава с дополнительными пластиковыми компонентами.